# Orthometopon turcicum
Orthometopon turcicum là một loài chân đều trong họ Trachelipodidae. Loài này được Verhoeff miêu tả khoa học năm 1941.